# Bockau
Bockau – gmina w Niemczech, w kraju związkowym Saksonia, w powiecie Erzgebirgskreis, wchodzi w skład wspólnoty administracyjnej Zschorlau.
Do 29 lutego 2012 należała do okręgu administracyjnego Chemnitz. Do 31 lipca 2008 należała do powiatu Aue-Schwarzenberg.

## Współpraca
- Bad Sachsa, Dolna Saksonia
- Herrieden, Bawaria
- Melk, Austria